# Knippepelare

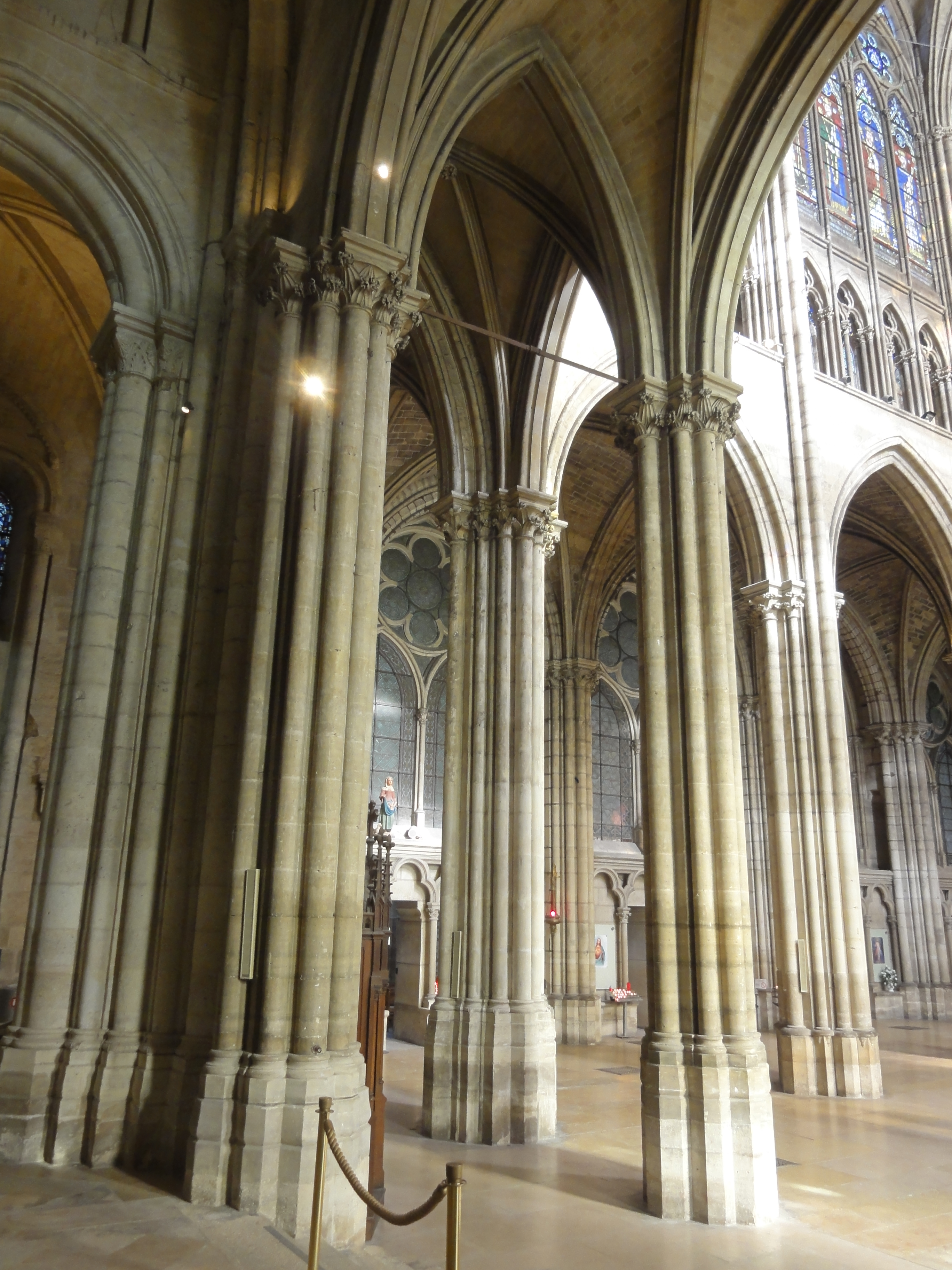
Knippepelare i Klosterkyrkan Saint-Denis.

Knippepelare betecknar en pelare med flera engagerade kolonner (ibland degagerade kolonner) eller pilastrar mot dess ytor som användes i romansk och gotisk arkitektur.

## Historik
Knippepelare (tyska: bündelpfeiler) är inom byggnadskonsten valvbärande pelare, bestående av en kärna, som är omgiven av smala pelare (kolonnetter), så kallade ”knektar”.
I den antika romerska basilikan, liksom i de äldsta kristna kyrkorna, bars mittskeppets väggar av en rad kolonner; skeppen var övertäckta med trätak. Då man senare hellre ville använda sig av valv för takkonstruktionen  måste kolonnerna omformas till pelare, för att kunna bära den ökade tyngden samt motstå valvens snedtryck.

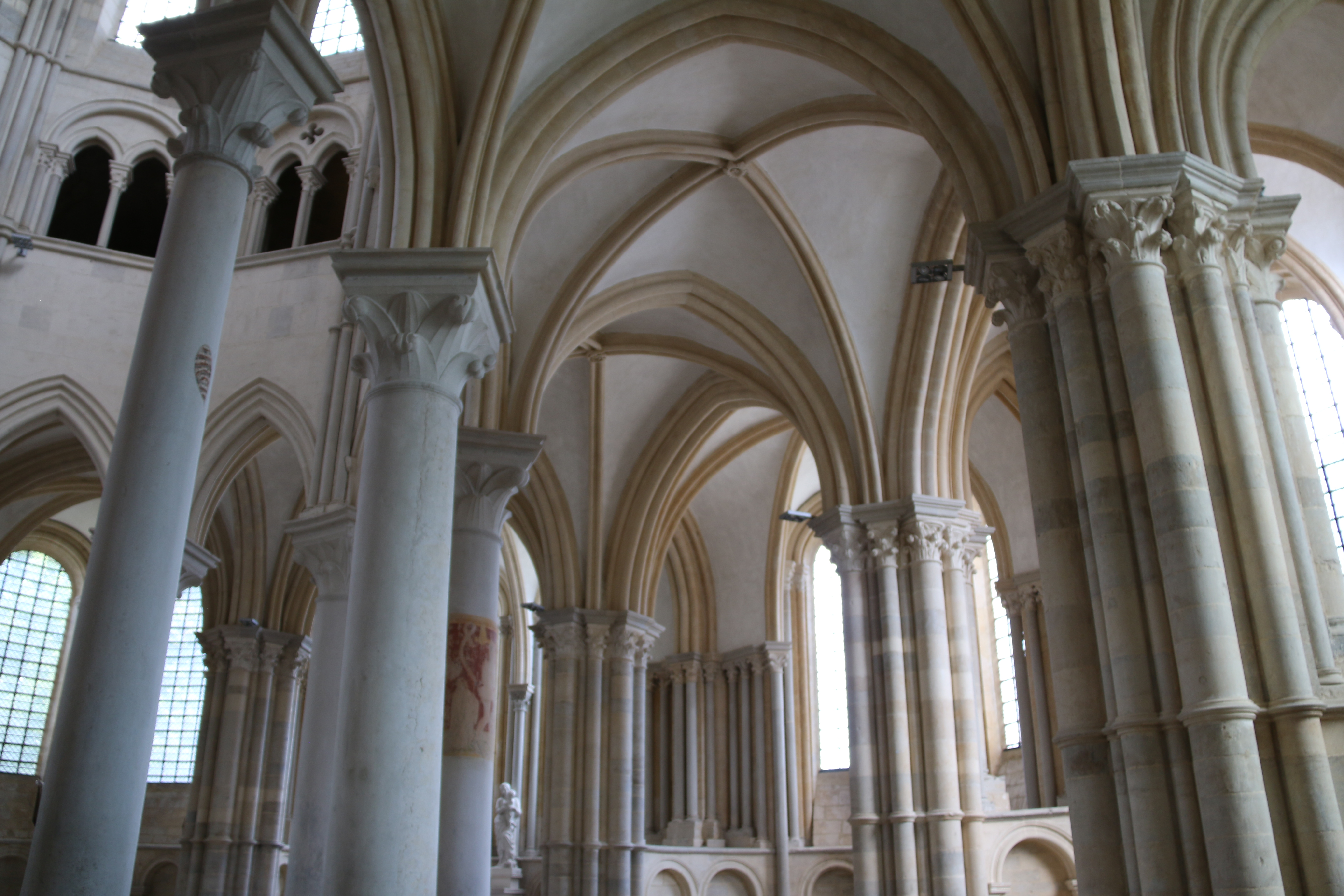
Kyrkan i Vézelay. Höger pelare är en knippepelare.

Valvens olika anordning och form gav anledning till olika pelarformer. Den normala romanska pelarformen torde emellertid kunna sägas vara den, som återfinns i kyrkan i Vézelay (1130).
Planen visar en kärna sammansatt av två varandra skärande rektanglar med en kolonnett eller "knekt" på vardera av de fyra kortsidorna; knektarna svara mot var sin av de på pelaren stödjande valvbågarna.

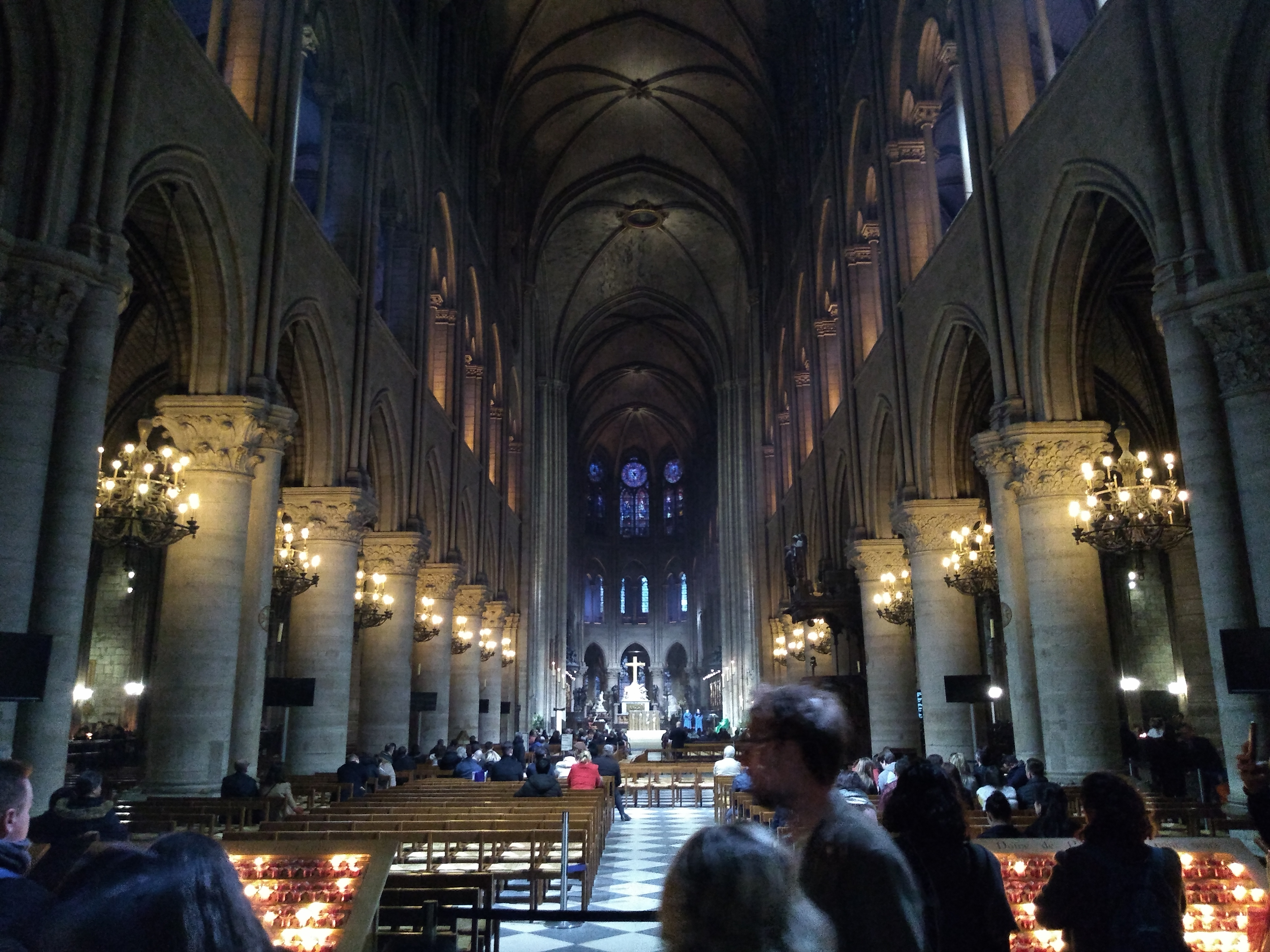
Notre-Dame, Paris

Knektarna är inte fristående, utan huggna ur samma stenblock som själva kärnan. I mån som den gotiska valvkonstruktionen utvecklas med sina diagonalbågar och strålar, ökas knektarnas antal och ändras pelarens form. I de tidigare franska götiska katedralerna bildades nedre delen av pelarna, intill anfanget för sidoskeppens bågar, i form av en kolonn med bas och kapitäl. Mittskeppets valvbågar upptogs av knektar, som stannade på detta kolonnkapitäl.

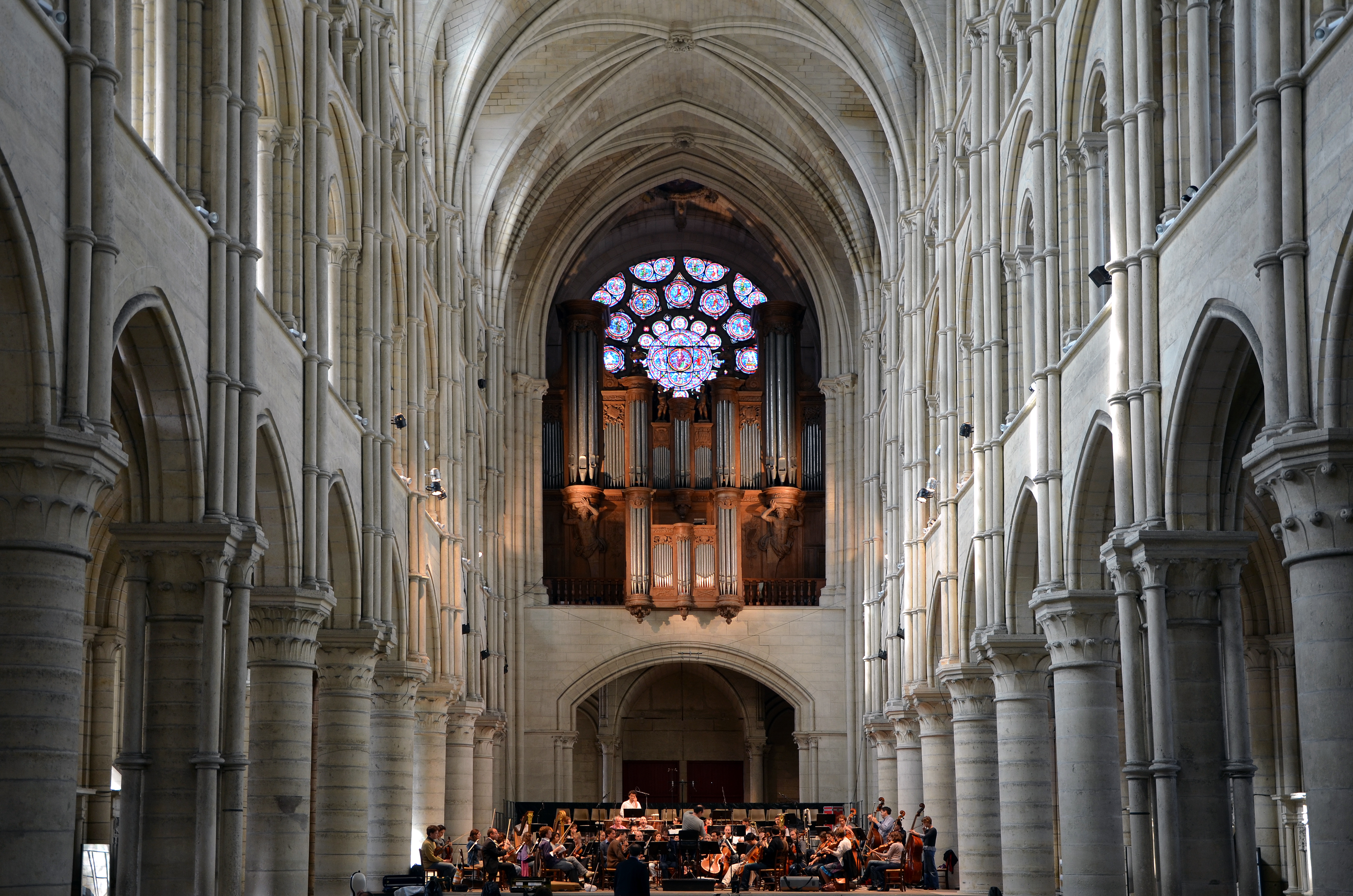
Katedralen i Laon

Nästa utvecklingsstadium kan ses i katedralen i Laon, där den nedre kolonnen omgivits med kolonnetter, vilka dock inte fullt motsvarar de från de högre valvbågarna kommande knektarna. I båda dessa fall och en mängd liknande samtida är knektarnas skaft fristående, även om deras baser och kapitäl är huggna i samma block som kärnans; och i trakter, där materialet inte tillåtit alltför stora längder på dessa kolonnetter, avdelas de genom ur kärnan framskjutande bindstenar i form av ringar.
Det låg nu nära till hands att ställa kolonnetterna rätt under knektarna och anordna dem symmetriskt runt omkring kärnan. Man hade härmed nått fram
till den typiskt götiska knippepelaren, där redan vid basen varje mot pelarna stödjande valvbåge är representerad genom sin eller sina knektar.
Intill denna punkt i den medeltida knippepelarens historia har man sökande famlat, oviss om målet. Nu stadgar sig med ens riktningen; följdriktigt försvinner det gemensamma kapitälet vid sidoskeppsbågarnas anfang; knektarna växer ihop med kärnan, vars form ej längre ger sig till känna, då mellanrummen mellan knektarna utformats till hålkälar. Slutligen ges samma form åt knektarna som åt valvbågarna, och alla kapitäl försvinner. Valvbågarna gå med samma profil utan hinder av kapitäl eller ringar från hjässan av valven ända ned till pelarens bas. Själva pelaren företer en serie av ut- och ingående vertikala listprofileringar.